# Henry Enfield
Henry Enfield (* 12. September 1849 in London; † ungeklärt, möglicherweise 1911 in Neuwarp, Provinz Pommern oder am 19. September 1923 in Nottingham) war ein britischer Landschafts- und Marinemaler.

## Leben

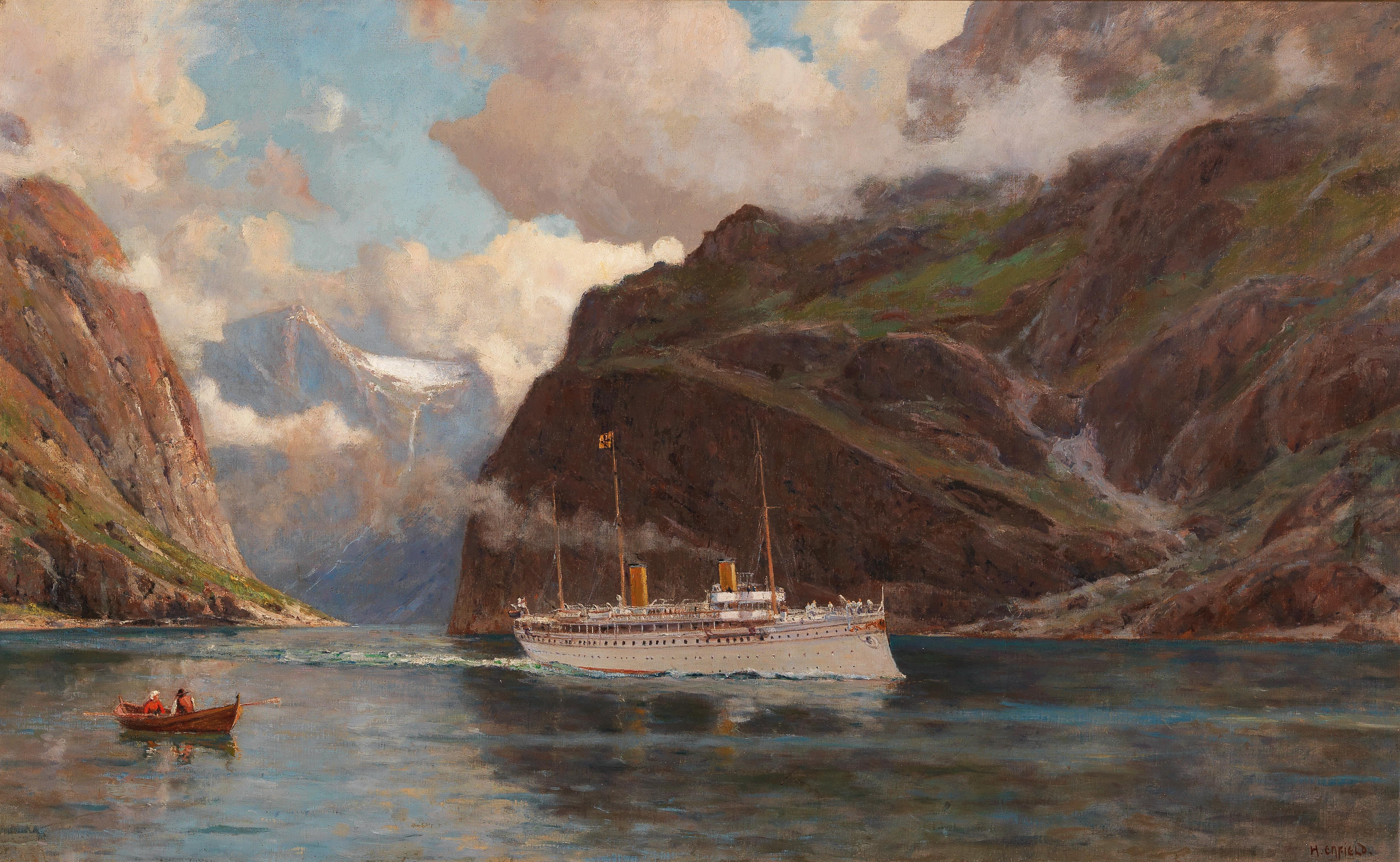
Die kaiserliche Yacht Hohenzollern in einem norwegischen Fjord

Enfield, Sohn einer Familie von Solicitors aus Nottingham, begann als Autodidakt mit der Aquarell- und Ölmalerei. Er war befreundet mit dem Schriftsteller Robert Louis Stevenson und dessen Cousin „Bob“, der auch Maler war. In den Jahren 1873 bis 1875 studierte Enfield bei Émile Auguste Carolus-Duran in Paris. Von 1884 bis 1896 lebte er in Düsseldorf, wo er (zusammen mit Ernest Crofts) ab August 1884 dem Düsseldorfer Ruderverein und von 1888 bis 1900 dem Künstlerverein Malkasten angehörte. Auch war er Mitglied der Allgemeinen Deutschen Kunstgenossenschaft. Zusammen mit Ludwig Schmidt betrieb Enfield in Düsseldorf eine Firma für Glasmalerei. Später war er in Berlin tätig, wo er ab 1897 dem Verein Berliner Künstler angehörte, dann lebte er in Neuwarp (Pommern).
Ab 1872 beschickte Enfield Ausstellungen der Royal Academy of Arts, ab 1895 war er auf großen Kunstausstellungen in Berlin, Düsseldorf und München (Glaspalast) vertreten. Seine bekanntesten Landschaften und Marinen zeigen Motive von norwegischen Fjorden.